# Emilia Dukszyńska-Dukszta

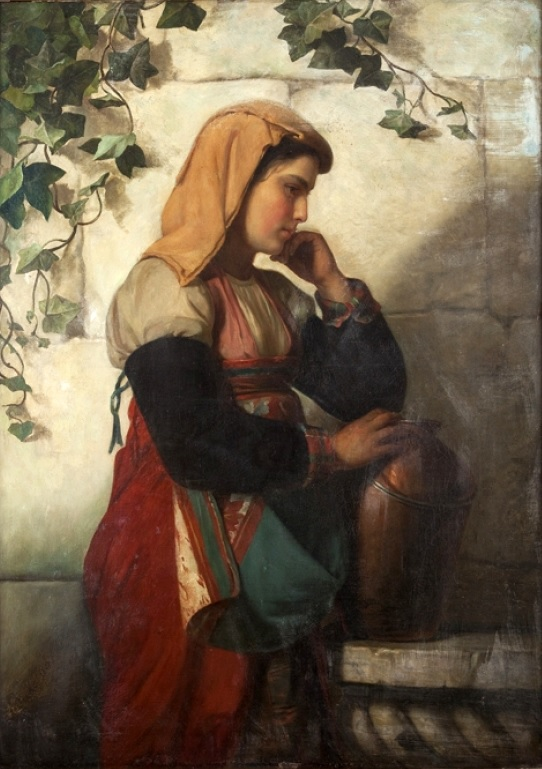
Emilia Dukszyńska-Dukszta, Włoszka przy studni, 1875

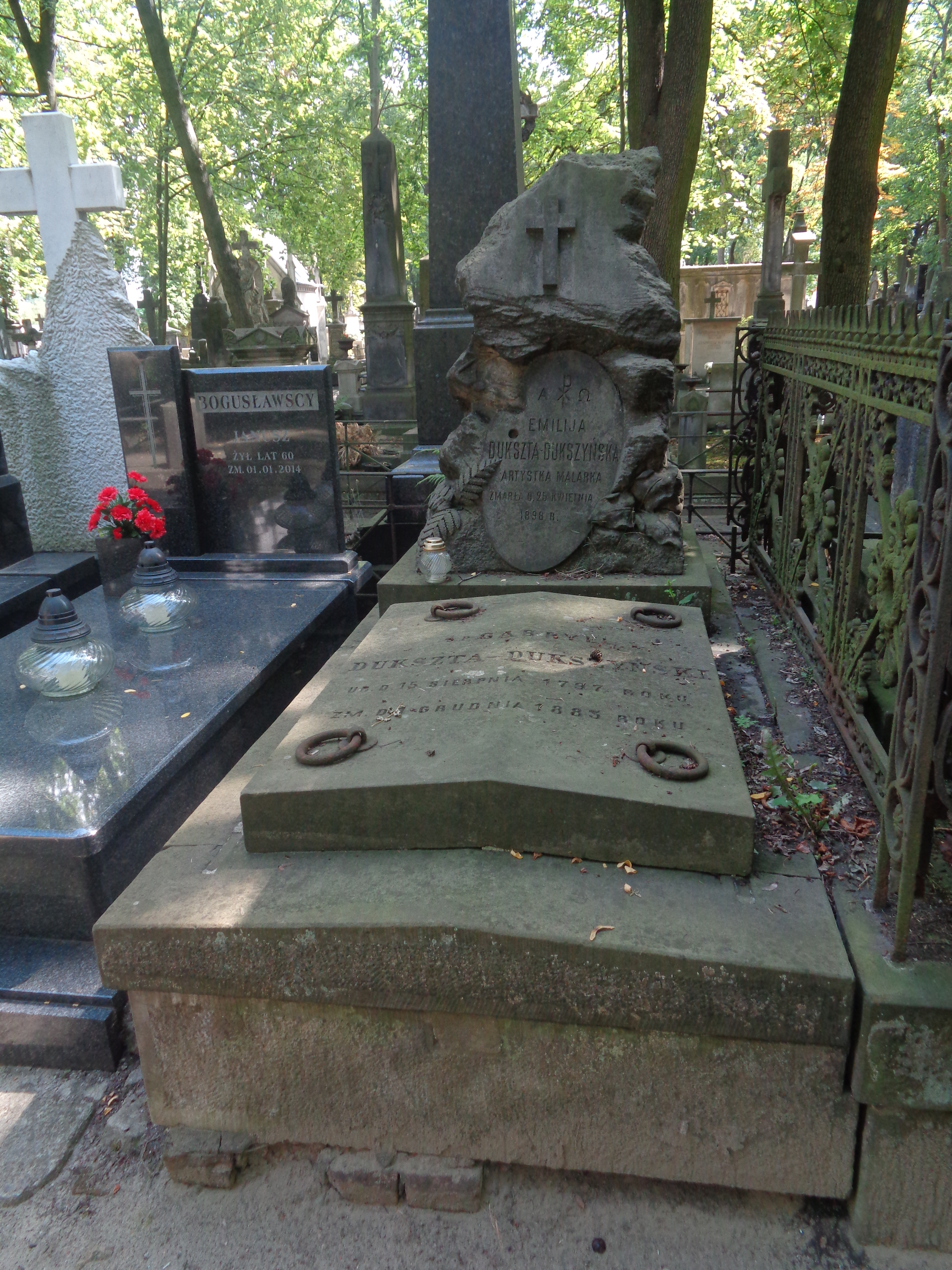
Grób Emilii Dukszty-Duszyńskiej na cmentarzu Powązkowskim

Emilia Dukszyńska-Dukszta (ur. 1837 lub 1847 w Petersburgu, zm. 25 kwietnia 1898 w Warszawie) – polska malarka, autorka portretów i scen rodzajowych, popularna w sferach arystokracji i mieszczaństwa, porównywana przez krytyków do Anny Bilińskiej i Olgi Boznańskiej.

## Życie
Urodziła się w rodzinie polskiego urzędnika pochodzącego z ziemiaństwa guberni witebskiej. Początkowo uczyła się malarstwa w Warszawie pod kierunkiem Jana Ksawerego Kaniewskiego oraz Aleksandra Lessera. W 1871 wyjechała na studia malarskie do Drezna, gdzie kształciła się u J. Hubnera. W 1875 udała się do Włoch, a w latach 1882 i 1889 przebywała w Monachium, studiując u Josepha Flüggena i Friedricha Bodenmüllera. W latach 1894–96 przebywała w Paryżu, Antwerpii, Amsterdamie.
Jej grób znajduje się na cmentarzu Powązkowskim (kwatera 5-4-28).

## Dokonania artystyczne
Od roku 1866 malarka była związana z Towarzystwem Zachęty Sztuk Pięknych w Warszawie. W latach 1881–1896 prace swoje wystawiała w warszawskim Salonie Krywulta, a w latach 1891-1893 w Salonie Artystycznym. Ponadto dzieła swoje prezentowała w Krakowie i Lwowie, a na licznych wystawach zagranicznych w Dreźnie, Wiedniu, Paryżu, Moskwie, Kijowie, Monachium, Pradze, Chicago i San Francisco. W 1887 otrzymała złoty medal na wystawie Prac Kobiet zorganizowanej w warszawskiej Zachęcie, a w 1891 – srebrny medal na dorocznej wystawie w Petersburgu za obraz W święto.
Specjalizowała się w malarstwie portretowym, wykonywanym głównie techniką pastelu, pod koniec kariery czasami również farbami olejnymi. Była też autorką obrazów sakralnych. 

## Niektóre dzieła malarki
- Włoszka przy studni (1875)
- Kobieta w czepku - Bawarka (1882)
- Portret dziewczynki (1887)
- Portret Aleksandry Potockiej (obecnie w Galerii Portretu Pałacu Króla Jana III w Wilanowie)
- Portret pensjonarki (obecnie własność Muzeum Narodowego w Warszawie)